# Eishockeynationalmannschaft der Vereinigten Staaten

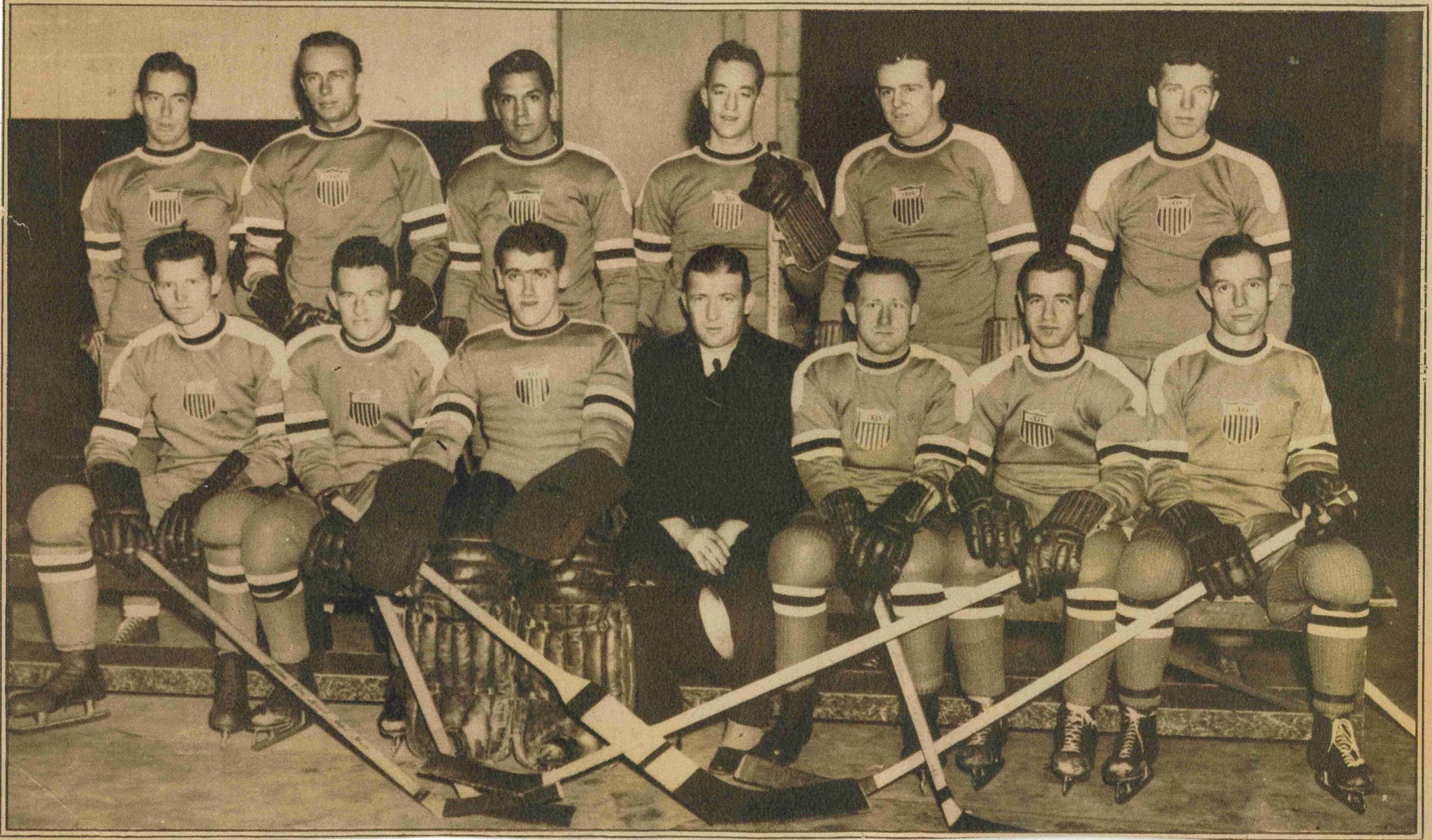
Die Mannschaft der Vereinigten Staaten bei den Olympischen Winterspielen 1936

Die Eishockeynationalmannschaft der Vereinigten Staaten wird von USA Hockey organisiert. Die Mannschaft wird nach der Weltmeisterschaft 2019 in der IIHF-Weltrangliste auf Platz 6 geführt.
In den Vereinigten Staaten gibt es über 485.000 aktive Spieler. Mit zwei Olympiasiegen (1960 und 1980) und drei Weltmeisterschaften (1933, 1960 und 2025) sowie neun weiteren Olympia- und 13 weiteren Weltmeisterschaftsmedaillen gehören die US-Amerikaner zu den erfolgreichsten Nationalmannschaften überhaupt.

## Erfolge

### Olympische Spiele
- Goldmedaille: 1960, 1980
- Silbermedaille: 1920, 1924, 1932, 1952, 1956, 1972, 2002, 2010
- Bronzemedaille: 1936

### Canada Cup
- 2. Platz: 1991
- Halbfinale: 1981, 1984

### World Cup of Hockey
- 1. Platz: 1996
- Halbfinale: 2004

### Weltmeisterschaft
- Weltmeister: 1933, 1960, 2025
- Silbermedaille: 1931, 1934, 1939, 1950
- Bronzemedaille: 1936, 1949, 1962, 1996, 2004, 2013, 2015, 2018, 2021

## Platzierungen

### Olympische Spiele
- 1920: Silber
- 1924: Silber
- 1928: nicht teilgenommen
- 1932: Silber
- 1936: Bronze
- 1948: 4. Platz, nachträglich disqualifiziert
- 1952: Silber
- 1956: Silber
- 1960: Gold
- 1964: 5. Platz
- 1968: 6. Platz
- 1972: Silber
- 1976: 5. Platz
- 1980: Gold
- 1984: 7. Platz
- 1988: 7. Platz
- 1992: 4. Platz
- 1994: 8. Platz
- 1998: 6. Platz
- 2002: Silber
- 2006: 8. Platz
- 2010: Silber
- 2014: 4. Platz
- 2018: 7. Platz
- 2022: 5. Platz

### Weltmeisterschaften
- 1920: Silber
- 1924: Silber
- 1928: nicht teilgenommen
- 1930: nicht teilgenommen
- 1931: Silber
- 1932: Silber
- 1933: Gold
- 1934: Silber
- 1935: nicht teilgenommen
- 1936: Bronze
- 1937: nicht teilgenommen
- 1938: 7. Platz
- 1939: Silber
- 1947: 5. Platz
- 1948: 4. Platz
- 1949: Bronze
- 1950: Silber
- 1951: 6. Platz
- 1952: Silber
- 1953: nicht teilgenommen
- 1954: nicht teilgenommen
- 1955: 4. Platz
- 1956: Silber
- 1957: nicht teilgenommen
- 1958: 5. Platz
- 1959: 4. Platz
- 1960: Gold
- 1961: 6. Platz
- 1962: Bronze
- 1963: 8. Platz
- 1964: 5. Platz
- 1965: 6. Platz
- 1966: 6. Platz
- 1967: 5. Platz
- 1968: 6. Platz
- 1969: 6. Platz
- 1970: 7. Platz (1. B-WM)
- 1971: 6. Platz
- 1972: 8. Platz (2. B-WM)
- 1973: 8. Platz (2. B-WM)
- 1974: 7. Platz (1. B-WM)
- 1975: 6. Platz
- 1976: 4. Platz
- 1977: 6. Platz
- 1978: 6. Platz
- 1979: 7. Platz
- 1981: 5. Platz
- 1982: 8. Platz
- 1983: 9. Platz (1. B-WM)
- 1985: 4. Platz
- 1986: 6. Platz
- 1987: 7. Platz
- 1989: 6. Platz
- 1990: 5. Platz
- 1991: 4. Platz
- 1992: 7. Platz
- 1993: 6. Platz
- 1994: 4. Platz
- 1995: 6. Platz
- 1996: Bronze
- 1997: 6. Platz
- 1998: 12. Platz
- 1999: 5. Platz
- 2000: 5. Platz
- 2001: 4. Platz
- 2002: 7. Platz
- 2003: 13. Platz
- 2004: Bronze
- 2005: 6. Platz
- 2006: 7. Platz
- 2007: 5. Platz
- 2008: 6. Platz
- 2009: 4. Platz
- 2010: 13. Platz
- 2011: 8. Platz
- 2012: 7. Platz
- 2013: Bronze
- 2014: 6. Platz
- 2015: Bronze
- 2016: 4. Platz
- 2017: 5. Platz
- 2018: Bronze
- 2019: 7. Platz
- 2021: Bronze
- 2022: 4. Platz
- 2023: 4. Platz
- 2024: 5. Platz
- 2025: Gold

kursiv: Turnier wurde im Rahmen der Olympischen Spiele ausgetragen.

### Canada Cup/World Cup of Hockey

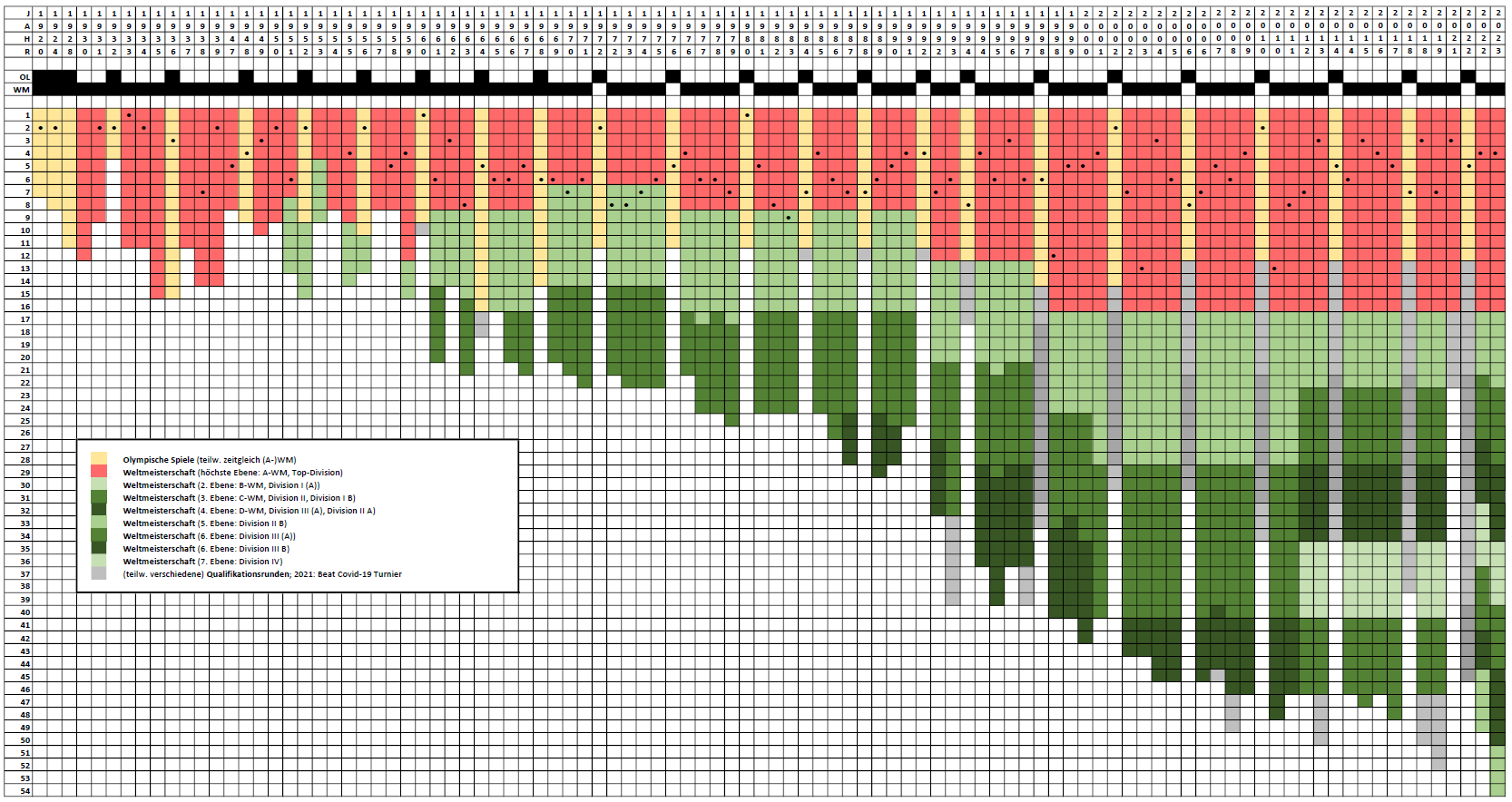
Platzierung der Eishockeynationalmannschaft der USA bei Olympischen Spielen und bei Weltmeisterschaften

| Canada Cup                                                                               | World Cup of Hockey                                |
| ---------------------------------------------------------------------------------------- | -------------------------------------------------- |
| - 1976: 5. Platz - 1981: Halbfinale - 1984: Halbfinale - 1987: 5. Platz - 1991: 2. Platz | - 1996: Sieger - 2004: Halbfinale - 2016: 7. Platz |